# Revolución de los Estancos
La Revolución de los estancos o Revolución de los barrios de Quito fue un motín antifiscal ocurrió el 22 de mayo de 1765 acontecido en la ciudad de Quito cuando era colonia española. La población quiteña reclamaba contra un incremento de los impuestos a los licores (estancos) por parte de las autoridades coloniales, lo que transversalmente se convirtió en un conflicto entre los españoles de colonia (denominados "chapetones" en la contienda) y criollos de la ciudad.

## El conflicto
Varios nobles criollos de la capital de la Real Audiencia de Quito estimularon el levantamiento de los barrios de la ciudad contra las autoridades chapetonas debido al establecimiento de una Fábrica Real de Aguardientes y una Casa de Aduanas en Quito, destinadas a aumentar los ingresos de la corona hispana mediante la monopolización de la producción licorera y el control del contrabando en las importaciones mercantiles. Estas medidas eran perjudiciales para los terratenientes y conventos que producían  aguardiente y para más de un comerciante evasor de impuestos; pero perjudicaban también al pueblo, que vio cómo se elevaron los impuestos al alcohol y a otros productos de consumo popular.
Debido a los conflictos comenzaron a oírse rumores de que la subida del alcohol era para matar a los mestizos y clase pobre que la consumía. Esto desencadenó una serie de revueltas que provocaron el incendio de los almacenes del estanco y la casa de aduana.

## gobiernos paralelos 124545
Durante esta etapa la Audiencia de Quito contó con dos gobiernos paralelos: el formal de las autoridades chapetonas que debían permanecer escondidas en las haciendas o refugiadas en monasterios; y el efectivo, constituido por los aristócratas criollos designados por el pueblo como sus Diputados. En el clímax de la revolución el pueblo pretendió nombrar Rey de Quito a Manuel Guerrero Ponce de León, Conde de Selva Florida; quien finalmente se negó a la propuesta y pretendió demostrar su fidelidad a la Corona española mediante varios actos públicos.
Finalmente, y tras varios meses de un poder dual, la paz se restableció cuando la Audiencia ordenó el destierro de los hombres españoles solteros, y el Virrey de Nueva Granada ratificó la supresión del estanco y la aduana.